# 피사넬로
피사넬로(이탈리아어: Pisanello, 1395년 ~ 1455년)는 이탈리아의 화가이자 조각가이다. 베로나·베네치아·로마에서 활약하였는데, 벽화를 주로 그렸다. 중세기적인 환상과 자연 묘사가 혼합된 신비적인 화풍으로, 풍속화 풍의 독자적인 형식의 그림을 그렸다. 깊은 자연 관찰과 정확한 인체 묘사로, 개·말 등의 세밀한 표현이 특징이다. 또한 초상화가로서도 독특한 작품을 남기고 있다. 그의 작품은 르네상스 시대에 가장 성했다. 주요 작품으로 <성 모자상> <성 조르지오> 등이 있다.

## 주요 작품

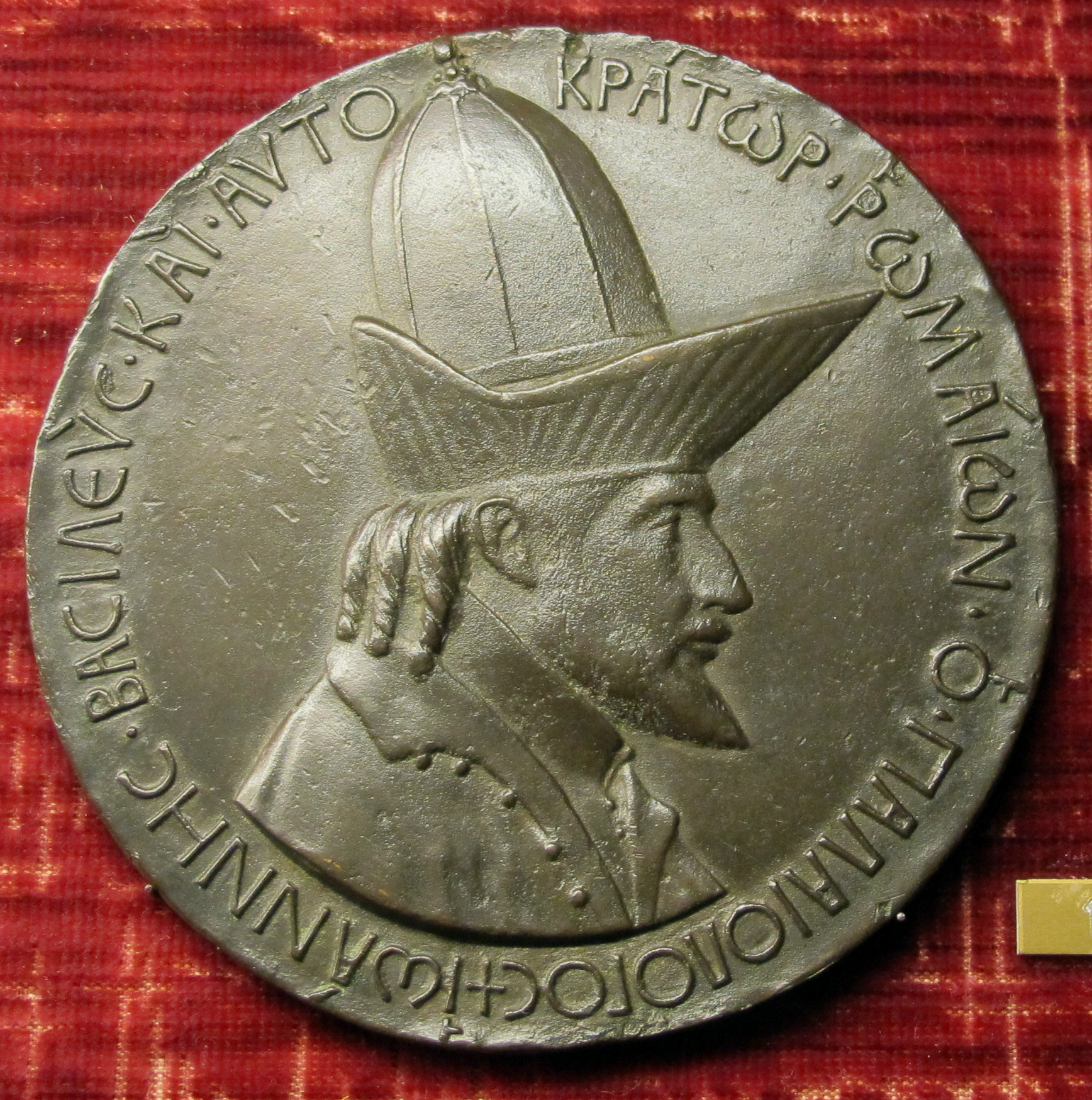
Medal of John VIII Palaeologus
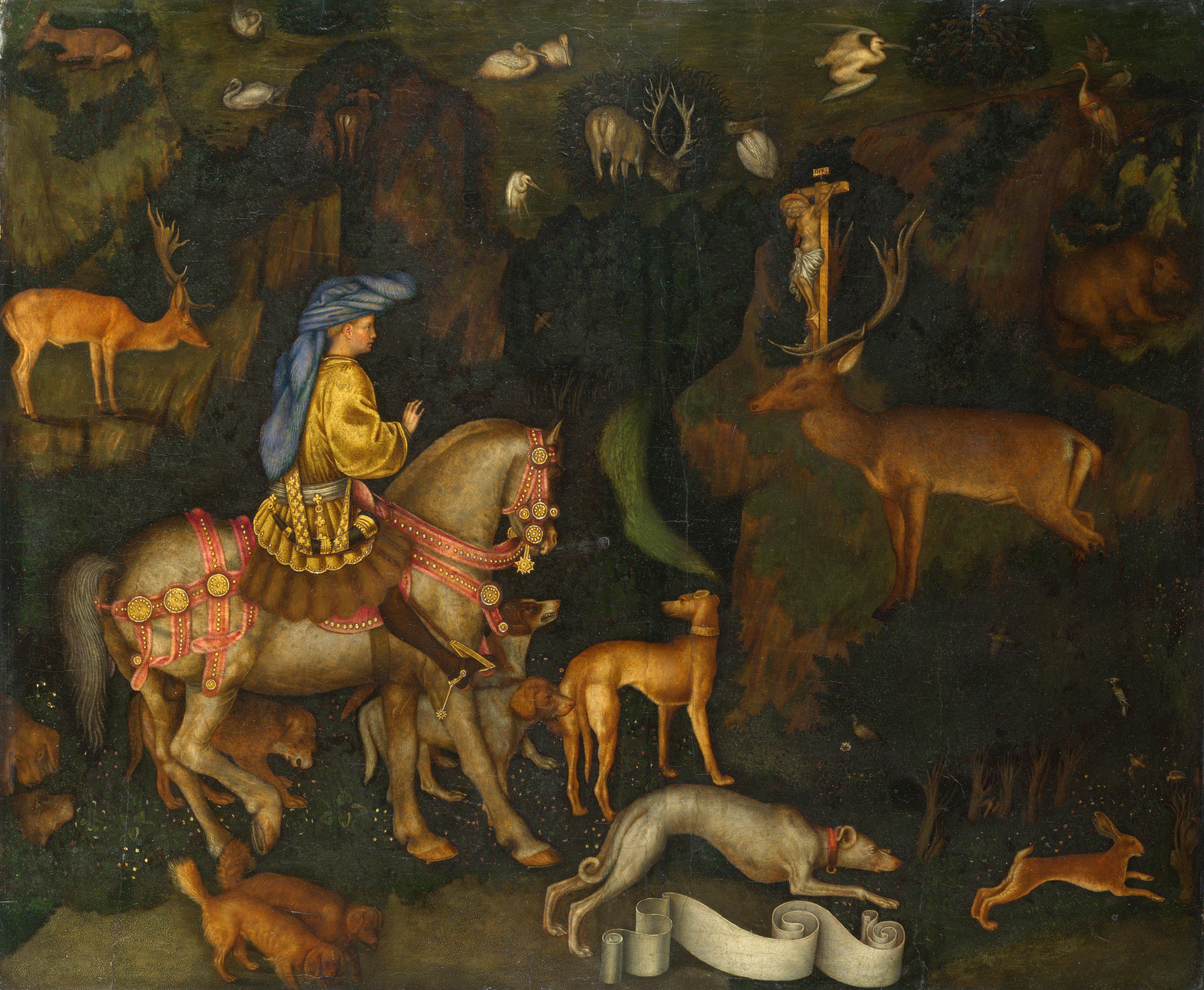
The Vision of Saint Eustace
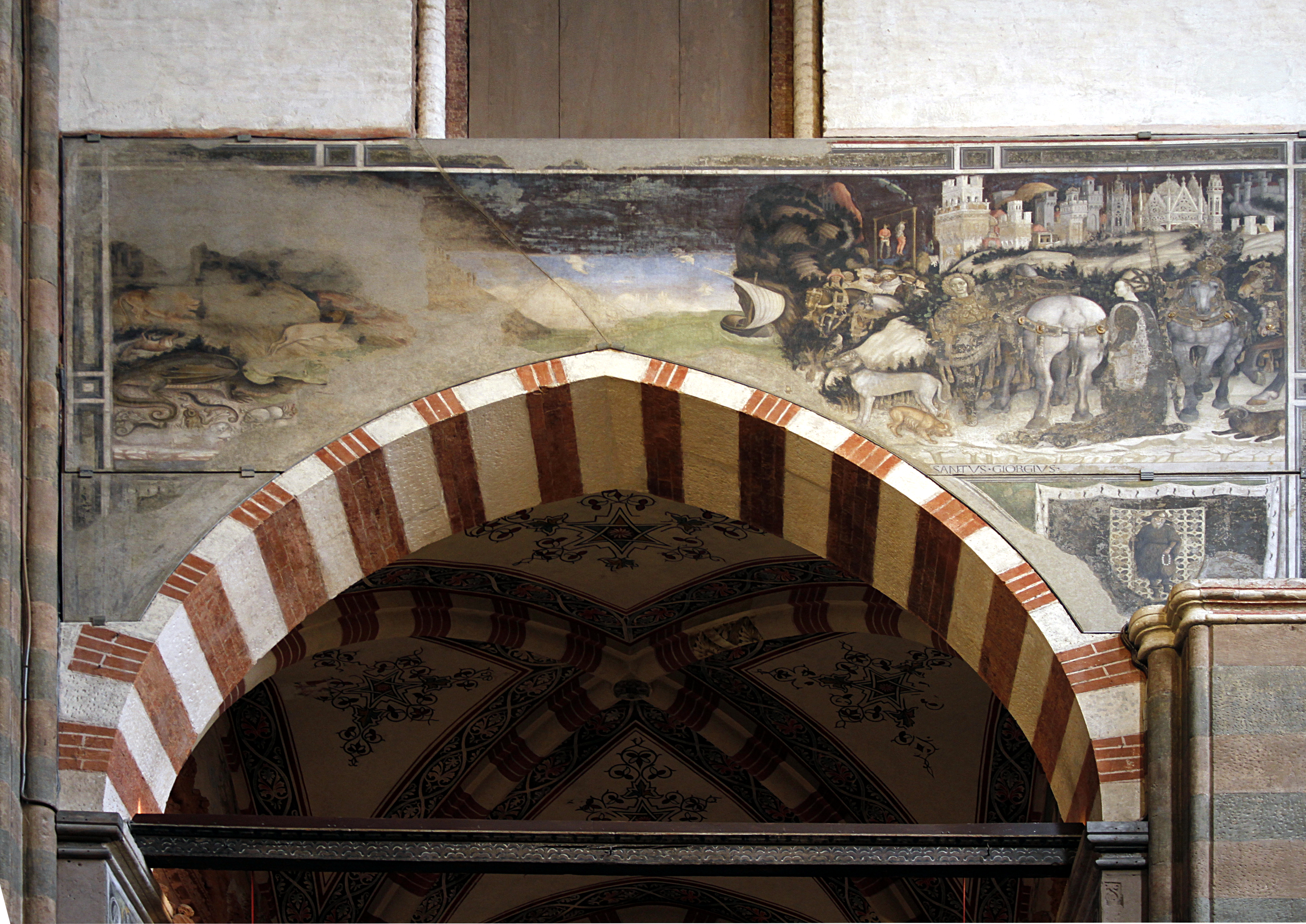
Saint George and the Princess

## 같이 보기
- 조르조 바사리